# Ilona Gusenbauer
Ilona Maria Gusenbauer (nascida Majdan; Gummersbach, 16 de setembro de 1947) é uma antiga atleta austríaca, especialista em salto em altura.
Obteve a medalha de bronze nos Jogos Olímpicos de Munique em 1972. Foi ainda campeã europeia em 1971.